# 张相公屯乡
张相公屯乡，是中华人民共和国辽宁省葫芦岛市南票区下辖的一个乡镇级行政单位。

## 行政区划
张相公屯乡下辖以下地区：
张相公村、丁屯村、田屯村、萝卜窖村、茨梅花沟村、响水河村、铁窖村、姜屯村、倒流河村和陈屯村。